# Centrarthra nigrosignata
Centrarthra nigrosignata là một loài bướm đêm trong họ Noctuidae.